# Engranville
Ancienne commune du Calvados, la commune d'Engranville a été supprimée en 1858. Son territoire a été partagé entre les communes de Formigny et de Trévières.